# Maria Augusta Saraiva
Maria Augusta Saraiva (São José do Barreiro, 31 de janeiro de 1879 — 28 de setembro de 1961) foi uma advogada e professora brasileira. Foi a primeira mulher a graduar-se em Direito pela Universidade de São Paulo, bem como a primeira a exercer a advocacia em São Paulo.

## Biografia
Filha do major José Joaquim Saraiva e de Leopoldina Maria Saraiva, Saraiva vivem nas cidades de Araraquara e Rio Claro antes de se mudar para a capital, São Paulo, na adolescência. Tornou-se a primeira mulher a ingressar na Faculdade de Direito da USP em 1898. Durante a graduação, foi uma aluna destacada, ganhando como premiação uma viagem para a Europa. Em 1902, concluiu seus estudos em Direito, sendo a única mulher em uma turma de quinze formandos.
Após a faculdade, Saraiva trabalhou em escritórios de advocacia, atuando em litígios perante o Tribunal do Júri — sendo, novamente, a primeira mulher a fazê-lo em São Paulo. Exerceu a advocacia na cidade de Jaboticabal, no interior paulista, obtendo a absolvição de réus acusados de homicídio.
Posteriormente, Saraiva mudou sua profissão para o magistério, fundando o Colégio Paulistano, uma escola de ensino secundário para garotas. Em 1918, para conseguir lecionar, graduou-se pela Escola Normal da Praça. Foi aprovada em concurso público para o cargo de professora do ensino primário na rede estadual de ensino, mantendo o cargo até 1947. Foi também designada Consultora Jurídica do Estado.
Saraiva faleceu em 1961. Em 2018, foi a primeira mulher a ser homenageada com um busto pelo Tribunal de Justiça de São Paulo.